# A budapesti Rákóczi út épületeinek listája
Az alábbi lista a budapesti Rákóczi út épületeit tartalmazza.

## 1–10.
| Kép | Házszám | Név                               | Építés ideje        | Tervező                      | Megjegyzés                                                |
| --- | ------- | --------------------------------- | ------------------- | ---------------------------- | --------------------------------------------------------- |
|     | 1–3.    | Kelet–Nyugat Kereskedelmi Központ | 1989–1991           | Zalaváry Lajos               | A régi Nemzeti Színház és bérháza állt korábban a helyén. |
|     | 2.      | Georgia-bérház                    | 1938–1939           | Hültl Dezső                  | Egybeépítették a 4. számmal.                              |
|     | 4.      | Georgia-bérház                    | 1935                | Novák Ede, Barát Béla        | Egybeépítették a 2. számmal.                              |
|     | 5.      | Pannónia szálló                   | 1867                | Pán József                   |                                                           |
|     | 6.      | Kerepesi-bazár                    | 1868                | Kauser Lipót és Frey Lajos   |                                                           |
|     | 7.      | Stern-bérház                      | 1891 vagy 1889–1895 | Schmahl Henrik               |                                                           |
|     | 8/a–b   | Treichlinger-bérház               | 1880–1881           | Hubert József és Móry Károly |                                                           |
|     | 9.      | Keleti-bérház                     | 1891                | Wawra és Pfeifer             |                                                           |
|     | 10.     | Langheinrich-bérház               | 1898                | tervező nem ismert           |                                                           |

## 11–20.
| Kép | Házszám | Név                                          | Építés ideje             | Tervező                                          | Megjegyzés                                           |
| --- | ------- | -------------------------------------------- | ------------------------ | ------------------------------------------------ | ---------------------------------------------------- |
|     | 11.     | Egyesült Fővárosi Takarékpénztár Rt. bérháza | 1899–1901                | Francsek Imre                                    |                                                      |
|     | 12/a–b  | Holitscher-bérház                            | 1936–1937                | Wälder Gyula (Györgyi Dénes tervét felhasználva) | Korábban az ún. Marczibányi-bérház állt a területen. |
|     | 13.     | Muzsikáló ház (Hirschmüller-bérház)          | 1837                     | Hild József                                      |                                                      |
|     | 14.     | bérház                                       | 1912                     | Löffler Samu Sándor, Löffler Béla                |                                                      |
|     | 15.     | Mattyasovszky-bérház                         | 1839                     | Hild József                                      |                                                      |
|     | 16.     | Singer Rt. bérháza                           | 1937–1938                | Málik József                                     |                                                      |
|     | 17.     | Tafler-bérház                                | 1893                     | Illés Gyula                                      |                                                      |
|     | 18.     | Erzsébetvárosi Takarékpénztár                | 1911–1912 vagy 1912–1913 | Lajta Béla                                       | A Fővárosi Gázművek használja az épületet.           |
|     | 19.     | Jahn-bérház                                  | 1905                     | Jahn József vagy Kallina Mór                     |                                                      |
|     | 20.     | Jahn-bérház                                  | 1895                     | Jahn József                                      |                                                      |

## 21–30.
| Kép | Házszám | Név                                     | Építés ideje | Tervező                      | Megjegyzés                                             |
| --- | ------- | --------------------------------------- | ------------ | ---------------------------- | ------------------------------------------------------ |
|     | 21.     | Caprice Orfeum                          | 1895         | Schmahl Henrik               | Ma az Uránia Nemzeti Filmszínház működik az épületben. |
|     | 22.     | Bérház                                  | 1893–1894    | Jahn József                  |                                                        |
|     | 23.     | Kohn-bérház                             | 1926–1927    | Stärk Marcell                |                                                        |
|     | 24.     | Kauser-bérház                           | 1871–1872    | Kauser Lipót és Frey Lajos   |                                                        |
|     | 25.     | Péchy-bérház                            | 1902         | tervező nem ismert           |                                                        |
|     | 26.     | Grundt-bérház                           | 1884         | Ámon József                  |                                                        |
|     | 27/a    | Fodor-bérház                            | 1939–1940    | Fodor Lajos                  |                                                        |
|     | 27/b    | Luczenbacher-bérház                     | 1939–1940    | Fodor Lajos                  |                                                        |
|     | 28.     | Magyar Országos Központi Takarékpénztár | 1898–1899    | Korb Flóris és Giergl Kálmán |                                                        |
|     | 29.     | bérház                                  | 1895 k.      | tervező nem ismert           |                                                        |
|     | 30.     | Grünwald-bérház                         | 1898–1899    | Grünwald Mór                 |                                                        |

## 31–40.
| Kép | Házszám | Név                                      | Építés ideje                             | Tervező                                                    | Megjegyzés |
| --- | ------- | ---------------------------------------- | ---------------------------------------- | ---------------------------------------------------------- | --- |
|     | 31.     | Szent Rókus-kápolna                      | 1711 vagy 1740                           | tervező nem ismert                                         | |
|     | 32.     | Baumgarten-bérház                        | 1899–1900                                | Quittner Zsigmond és Mauris József                         | |
|     | 33–35.  | Szent Rókus Kórház Rákóczi úti oldala    | 1839–1841                                | Pollack Mihály                                             | |
|     | 34.     | Korompay-bérház                          | 1874–1875                                | Ámon József                                                | |
|     | 36.     | Korintusz-bérház                         | 1924                                     | Vogel Jenő és egyes források szerint vele Weidlinger Tibor | Az épületben működött a Hangya Szövetkezet áruháza.                                                                                             |
|     | 37.     | itt nincs épület, csak a Blaha Lujza tér | itt nincs épület, csak a Blaha Lujza tér | itt nincs épület, csak a Blaha Lujza tér                   | itt nincs épület, csak a Blaha Lujza tér |
|     | 38.     | Szénássy-bérház                          | 1897 vagy 1898                           | Hubert József                                              | |
|     | 39.     | László-bérház                            | 1893–1895                                | Kiss István                                                | |
|     | 40.     | Rémi-bérház                              | 1863                                     | Hild Károly                                                | 1871-ben Vassél Alajos terve szerint előbb kétemeletessé, majd 1900-ban Mann József elképzelése szerint négyemeletessé bővíttették az épületet. |

## 41–50.
| Kép | Házszám | Név                             | Építés ideje             | Tervező                                                                                  | Megjegyzés |
| --- | ------- | ------------------------------- | ------------------------ | ---------------------------------------------------------------------------------------- | ---------- |
|     | 41.     | Rémi-bérház                     | 1895                     | tervező nem ismert                                                                       |            |
|     | 42.     | irodaház                        | 2001                     | Olivier Brénac és Xavier Gonzalez vezette párizsi építészeti iroda, illetve Kruppa Gábor |            |
|     | 43.     | Palace szálló                   | 1910–1911                | Komor Marcell és Jakab Dezső                                                             |            |
|     | 44.     | Szelényi-bérház (I.)            | 1882 vagy 1894           | Jahn József                                                                              |            |
|     | 45.     | modern szálló                   | 2000 k.                  | tervező nem ismert                                                                       |            |
|     | 46.     | Szelényi-bérház (II.)           | 1884–1886                | Jahn József                                                                              |            |
|     | 47.     | Grauer-bérház                   | 1883–1884                | Jahn József                                                                              |            |
|     | 48–50.  | Pesti Hazai Első Takarékpénztár | 1891–1892 vagy 1891–1894 | Czigler Győző                                                                            |            |
|     | 49.     | Breslmayer-bérház               | 1887                     | Markutz József                                                                           |            |

## 51–60.
| Kép | Házszám | Név                                            | Építés ideje          | Tervező                          | Megjegyzés                                                                                     |
| --- | ------- | ---------------------------------------------- | --------------------- | -------------------------------- | ---------------------------------------------------------------------------------------------- |
|     | 51.     | Hofstätter-bérház                              | 1911 vagy 1912        | Stettner Gusztáv és Krausz Gábor |                                                                                                |
|     | 52.     | Dollinger-bérház                               | 1887–1888             | Kauser József                    |                                                                                                |
|     | 53.     | Molnár-bérház                                  | 1882–1883             | Jahn József                      |                                                                                                |
|     | 54.     | Athenaeum Irodalmi és Nyomdaipari Rt. székháza | 1898                  | Krumholtz Ágoston                |                                                                                                |
|     | 55.     | Kohn-bérház                                    | 1885                  | Mann József                      |                                                                                                |
|     | 56.     | modern irodaház                                | építés éve nem ismert | tervező nem ismert               |                                                                                                |
|     | 57.     | Luther-udvar                                   | 1892–1894             | Schweiger Gyula                  | A bérház belső udvarában egy nagy méretű evangélikus templom áll (1856–1863, Diescher József). |
|     | 58.     | Metropol szálló                                | 1894                  | tervező nem ismert               |                                                                                                |
|     | 59.     | Magyar Tisztviselők Takarékpénztárának bérháza | 1911–1912             | Benedek Dezső                    |                                                                                                |
|     | 60.     | Nocker-bérház                                  | 1894                  | tervező nem ismert               |                                                                                                |

## 61–70.
| Kép | Házszám | Név                                       | Építés ideje | Tervező                          | Megjegyzés |
| --- | ------- | ----------------------------------------- | ------------ | -------------------------------- | --- |
|     | 61.     | Magyar Általános Ingatlanbank Rt. bérháza | 1926–1927    | Vágó László                      | |
|     | 62.     | Szirch-bérház                             | 1897–1898    | tervező nem ismert               | |
|     | 63.     | Spiegel-Weinréb-bérház                    | 1896–1897    | Spiegel Frigyes és Weinréb Fülöp | |
|     | 64.     | Schmidt-bérház                            | 1879         | Koch Henrik                      | 1896-ban az új tulajdonos, Freiberger Sámuel harmadik emeletet építtetett a házra Örömy József építőmesterrel. |
|     | 65.     | modern lakóház                            | 1960 k.      | tervező nem ismert               | |
|     | 66.     | Hotel Orient (betonváz)                   | 2000 k.      | tervező nem ismert               | Korábban börtön és kivégzőhely volt a helyén, majd egy bérház épült (1912–1913, építtető: Wagner Marcell), később ehelyett egy újabb (Foreign Miss. B. the Southern Baptist Conv., 1929, Katona–Székely–Molnár), amelyet az 1950-es években bontottak el. A jelenlegi épület nincs befejezve. |
|     | 67.     | Náthán-bérház                             | 1888         | tervező nem ismert               | |
|     | 68.     | Gutwillig-bérház                          | 1893         | Gutwillig József                 | |
|     | 69.     | bérház                                    | 1890 k.      | tervező nem ismert               | |
|     | 70–72.  | R70 Office Complex                        | 2000-es évek | tervező nem ismert               | Modern irodaház. Korábbi épületek (70.): bérház (1895, építtető: Weiss Izidor), bérház (1910–1911, Schodits Lajos, építtető: Malomsoky József és Pálinkás György). (74.): lakóház (1852, Senger András, építtető: Feszl Lipót), bérház (1903–1904, építtető: Kölber János).                   |

## 71–80.
| Kép | Házszám | Név                               | Építés ideje | Tervező                                    | Megjegyzés |
| --- | ------- | --------------------------------- | ------------ | ------------------------------------------ | --- |
|     | 71.     | Kohn-Schossberger-bérház          | 1888         | Lederer Gusztáv                            | |
|     | 73.     | Tornyai Schosberger Teréz bérháza | 1891–1892    | Schannen Ernő                              | az épület sarka az emeletráépítés és belső átalakítások okozta szerkezeti gyengülés miatt 1936-ban leomlott, a restoráció során került kialakításra a mai napig fenn lévő, de nem üzemelő neonreklámot tartó ablakok nélküli homlokzat |
|     | 74.     | Rosenberg áru- és lakóház         | 1914–1915    | Löffler Samu Sándor és Löffler Béla        | Homlokzata átalakításra került. |
|     | 75.     | Teltsch-bérház                    | 1889–1890    | Wellisch Alfréd                            | A páratlan oldal utolsó épülete. |
|     | 76.     | bérház                            | 1912         | Kőrössy Albert Kálmán                      | Eredetileg egy Hild József által tervezett, 1871-es lakóház állt a helyén. |
|     | 78.     | Back-bérház                       | 1891–1892    | építő: Markutz József (tervező nem ismert) | |
|     | 80.     | Lustig-bérház                     | 1897–1898    | Schannen Ernő                              | |

## 81–92.
| Kép | Házszám | Név                                     | Építés ideje         | Tervező                                  | Megjegyzés |
| --- | ------- | --------------------------------------- | -------------------- | ---------------------------------------- | --- |
|     | 82.     | Ehrenwald-bérház                        | 1871                 | Haliczky Béla és Hauszmann Alajos        | |
|     | 84.     | Tichy-bérház                            | 1897                 | építő: Kauser Gyula (tervező nem ismert) | |
|     | 86.     | Brandstaedter/Brandstädter-bérház       | 1906–1909            | Kiss Géza                                | |
|     | 88–92.  | Imperial Szálloda és a Central Szálloda | 1916 (új rész: 1964) | Sebestyén Artúr                          | Az új Szabadság Szálloda a régi köré épült 1964-ben. A régi épület nagy részét lebontották, a 90. számon maradt meg belőle egy darab. Ma Danubius Hotel Hungaria City Center néven működik. A páros oldal utolsó épülete. |